# والیبال در بازی‌های جنوب شرق آسیا
بازی‌های والیبال جنوب شرق آسیا از سال ۱۹۹۷ در رده زنان و مردان آغاز شد.

## مسابقات و مدال های بخش مردان از 1977 تا 2015

### جدول مدال‌ها
| رتبه | کشور    | طلا | نقره | برنز | مجموع |
| ۱    | اندونزی | ۱۰  | ۶    | ۱    | ۱۷    |
| ۲    | تایلند  | ۶   | ۴    | ۶    | ۱۶    |
| ۳    | میانمار | ۳   | ۳    | ۲    | ۸     |
| ۴    | ویتنام  | ۰   | ۳    | ۳    | ۶     |
| ۵    | فیلیپین | ۰   | ۱    | ۵    | ۶     |
| ۶    | سنگاپور | ۰   | ۰    | ۱    | ۱     |

## مسابقات و مدال های بخش زنان از 1977 تا 2015

### جدول مدال‌ها
| رتبه | کشور    | طلا | نقره | برنز | مجموع |
| 1    | تایلند  | ۱۲  | ۲    | ۲    | ۱۶    |
| ۲    | فیلیپین | ۶   | ۳    | ۵    | ۱۴    |
| ۳    | اندونزی | ۱   | ۶    | ۸    | ۱۵    |
| ۴    | ویتنام  | ۰   | ۸    | ۱    | ۹     |
| ۵    | سنگاپور | ۰   | ۰    | ۲    | ۲     |
| ۶    | مالزی   | ۰   | ۰    | ۱    | ۱     |
| ۷    | میانمار | ۰   | ۰    | ۱    | ۱     |

## مجموع
مجموع مدال‌ها در دو بخش زنان و مردان از ۱۹۷۷ تا امروز.
| رتبه   | کشور    | طلا | نقره | برنز | مجموع |
| ۲      | تایلند  | ۱۸  | ۸    | ۸    | ۳۴    |
| ۲      | اندونزی | ۱۱  | ۱۲   | ۹    | ۳۲    |
| ۳      | فیلیپین | ۶   | ۷    | ۱۰   | ۲۳    |
| ۴      | میانمار | ۳   | ۳    | ۳    | ۹     |
| ۵      | ویتنام  | ۰   | ۱۲   | ۳    | ۱۵    |
| ۶      | سنگاپور | ۰   | ۰    | ۳    | ۲     |
| ۶      | مالزی   | ۰   | ۰    | ۱    | ۱     |
| Totals | Totals  | ۳۸  | ۴۲   | ۳۷   | ۱۱۷   |